# Pyrocoelia kanamarui
Pyrocoelia kanamarui is een keversoort uit de familie glimwormen (Lampyridae). De wetenschappelijke naam van de soort is voor het eerst geldig gepubliceerd in 1936 door Kishida.